# ماك مارتن
ماك مارتن (بالإنجليزية: Mac Martin)‏ هو عازف مندولين أمريكي، ولد في 26 أبريل 1925 في بيتسبرغ في الولايات المتحدة.

## وصلات خارجية
- الموقع الرسمي